# Charles-Pierre Girault-Duvivier
Charles-Pierre Girault-Duvivier (né le 13 juillet 1765 à Paris et mort dans la même ville le 11 mars 1832) était un grammairien, romaniste et compilateur français.

## Vie et œuvre
Girault-Duvivier était un avocat, qui devient banquier après la Révolution française. En tant qu'éducateur de ses enfants, il s'intéresse aux grammaires du XVIIIe siècle et compose sa propre grammaire, intitulée Grammaire des grammaires ou analyse raisonnée des meilleurs traités sur la grammaire française, publiée en 1811 à Paris et qui connut sa 21e édition et dernière édition en 1879. Selon Jacques-Philippe Saint-Gérand, « Malgré ses défauts, la Grammaire des Grammaires a exercé une influence considérable tout au long du XIXe et au début du XXe siècle, puisque cet ouvrage était considéré comme le compendium de l'usage élégant, et qu'il était — à ce titre — l'instrument de consultation par excellence dont disposaient les grands écrivains et les détenteurs, politiques ou non, du pouvoir social ».

## Publications
- Grammaire des grammaires ou analyse raisonnée des meilleurs traités sur la grammaire française, Paris, Porthmann, 1811.
- Traité des participes, Paris, 1815.
- Encyclopédie élémentaire de l'antiquité, ou Origine, progrès, état de perfection des arts et des sciences chez les anciens, d'après les meilleurs écrivains, remarques critiques et littéraires, Paris, 1829.